# Purbadhala Upazila
Purbadhala Upazila är ett underdistrikt i Bangladesh. Det ligger i den centrala delen av landet, 140 km norr om huvudstaden Dhaka.
Trakten runt Purbadhala Upazila består till största delen av jordbruksmark. Runt Purbadhala Upazila är det mycket tätbefolkat, med 1 221 invånare per kvadratkilometer.